# Ricoseius loxocheles
Ricoseius loxocheles är en spindeldjursart som först beskrevs av De Leon 1965.  Ricoseius loxocheles ingår i släktet Ricoseius och familjen Phytoseiidae. Inga underarter finns listade i Catalogue of Life.